# Clyte bélier
Pour les articles homonymes, voir Clyte, Bélier, Clytus et Arietis.
Clytus arietis
Espèce
Le clyte bélier (Clytus arietis) est une espèce de coléoptères de la famille des cérambycidés, sous-famille des Cerambycinae, tribu des Clytini et du genre Clytus.

## Description
Longicorne à antennes courtes. Il atteint 9-18 mm. Couleur noire rayée de jaune. Pattes brun-orange. Tête, pronotum et élytres ponctués. Forte pubescence sauf sur les deux tiers inférieurs des élytres. Les antennes sont bicolores, jaunes à la base et noires.Ce clyte présente un étonnant mimétisme batésien par ses couleurs et son comportement qui évoquent la guêpe commune, surtout lorsqu'il marche rapidement au soleil en agitant les antennes.

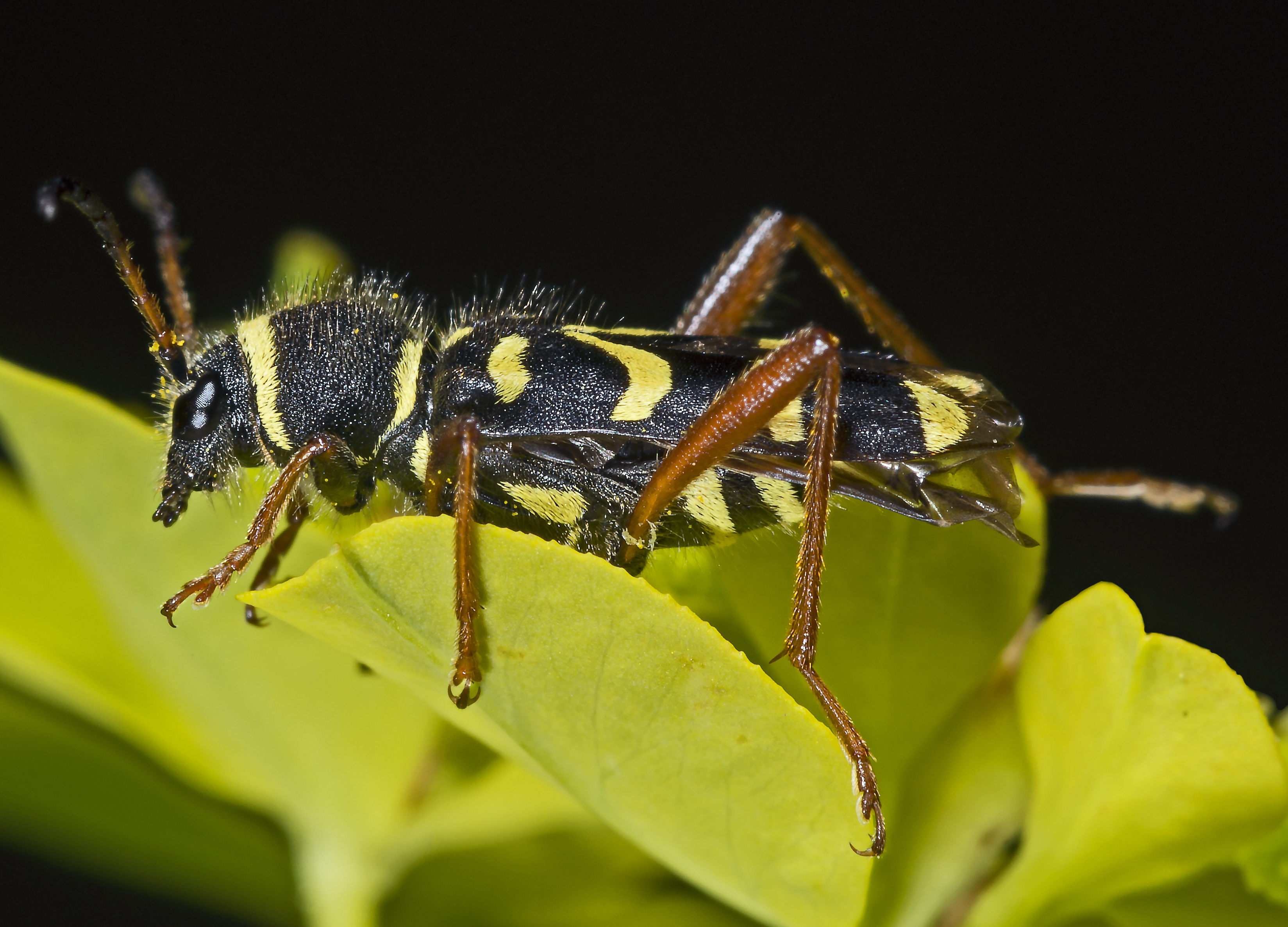
Profil : l'abdomen est également rayé
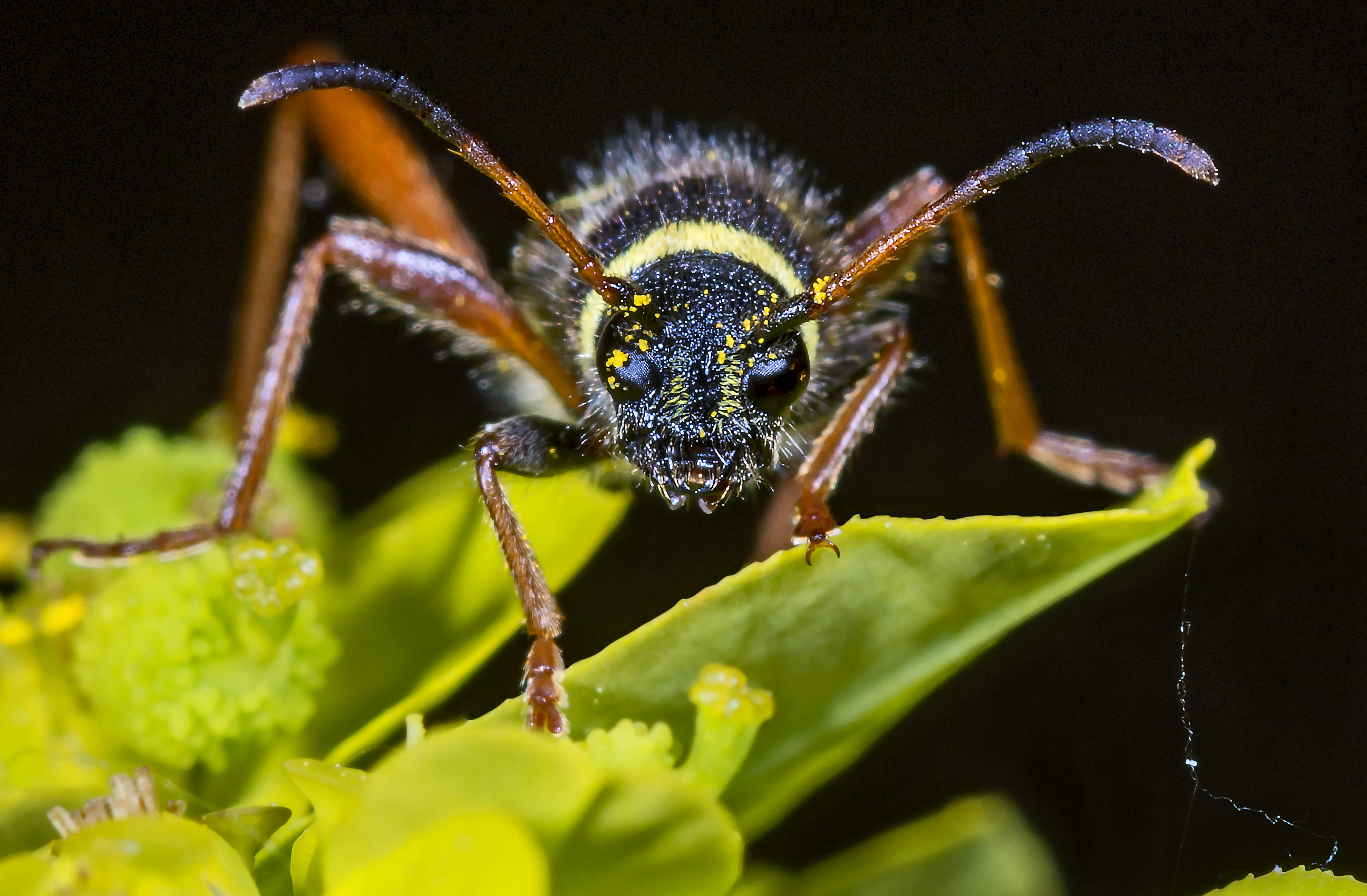
Portait
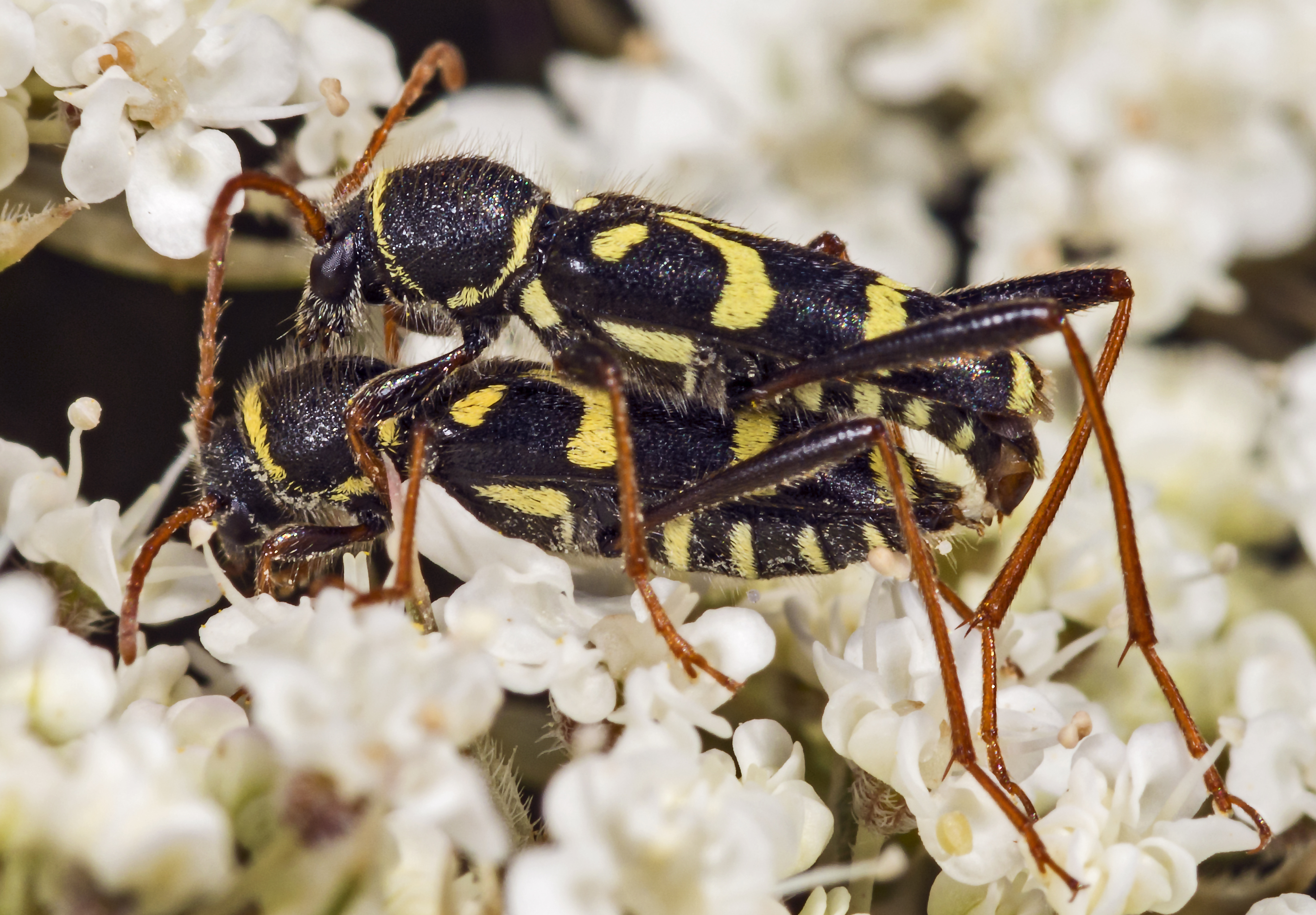
accouplement

## Répartition et habitat
Eurasiatique, on le trouve de mai à août, sur les fleurs, les haies, près des arbres, sur les bois coupés. C'est une espèce commune.
La larve vit deux ans dans le bois mort, surtout d'arbres feuillus, d'abord sous l'écorce, puis elle fore une galerie dans laquelle elle réalise la nymphose et hiverne.

## Systématique
L'espèce Clytus arietis a été décrite par le naturaliste suédois Carl von Linné en 1758, sous le nom initial de Leptura arietis.

### Synonymie
- Leptura arietis Linné, 1758 Protonyme
- Cerambyx dasypus Voet, 1778
- Cerambyx quadrifasciatus Degeer, 1775
- Callidium arietis  Herbst, 1784
- Cerambyx arietis  Gmelin, 1790
- Callidium gazella Fabricius, 1793
- Clytus arietis m. bourdilloni Mulsant, 1839
- Sphegesthes arietis  Chevrolat, 1863
- Clytus arietis m. cloueti Théry, 1892
- Clytus arietis ab. bourdilloni Aurivillius, 1912
- Clytus arietis ab. cloueti Aurivillius, 1912

### Liste des sous-espèces et variétés
Selon BioLib (30 juin 2018) :
- sous-espèce Clytus arietis arietis (Linnaeus, 1758)
  - variété Clytus arietis arietis var. bourdilloni Mulsant, 1839
  - variété Clytus arietis arietis var. carpelani Heyrovsky
  - variété Clytus arietis arietis var. chapmani Pic
  - variété Clytus arietis arietis var. gazella (Fabricius, 1792)
- sous-espèce Clytus arietis lederi Ganglbauer, 1881
- sous-espèce Clytus arietis oblitus Roubal, 1932